# Ilija Bozoljac
Ilija Bozoljac (født 2. august 1985 i Aleksandrovac, Jugoslavien) er en serbisk tennisspiller, der blev professionel i 2002. Han har, pr. maj 2009, endnu ikke vundet nogen ATP-turneringer.